# Ghindari, Mureș
Ghindari (mai devreme: Macfalău; în maghiară Makfalva, în germană Eicheldorf) este satul de reședință al comunei cu același nume din județul Mureș, Transilvania, România.

## Istoric
Satul Ghindari este atestat documentar în anul 1507.
Pe Harta Iosefină a Transilvaniei din 1769-1773 (Sectio 144), localitatea a apărut sub numele de „Makfalva”.

## Localizare
Localitatea este situată pe râul Târnava Mică, pe drumul național DN 13A Bălăușeri - Sovata.

## Imagini

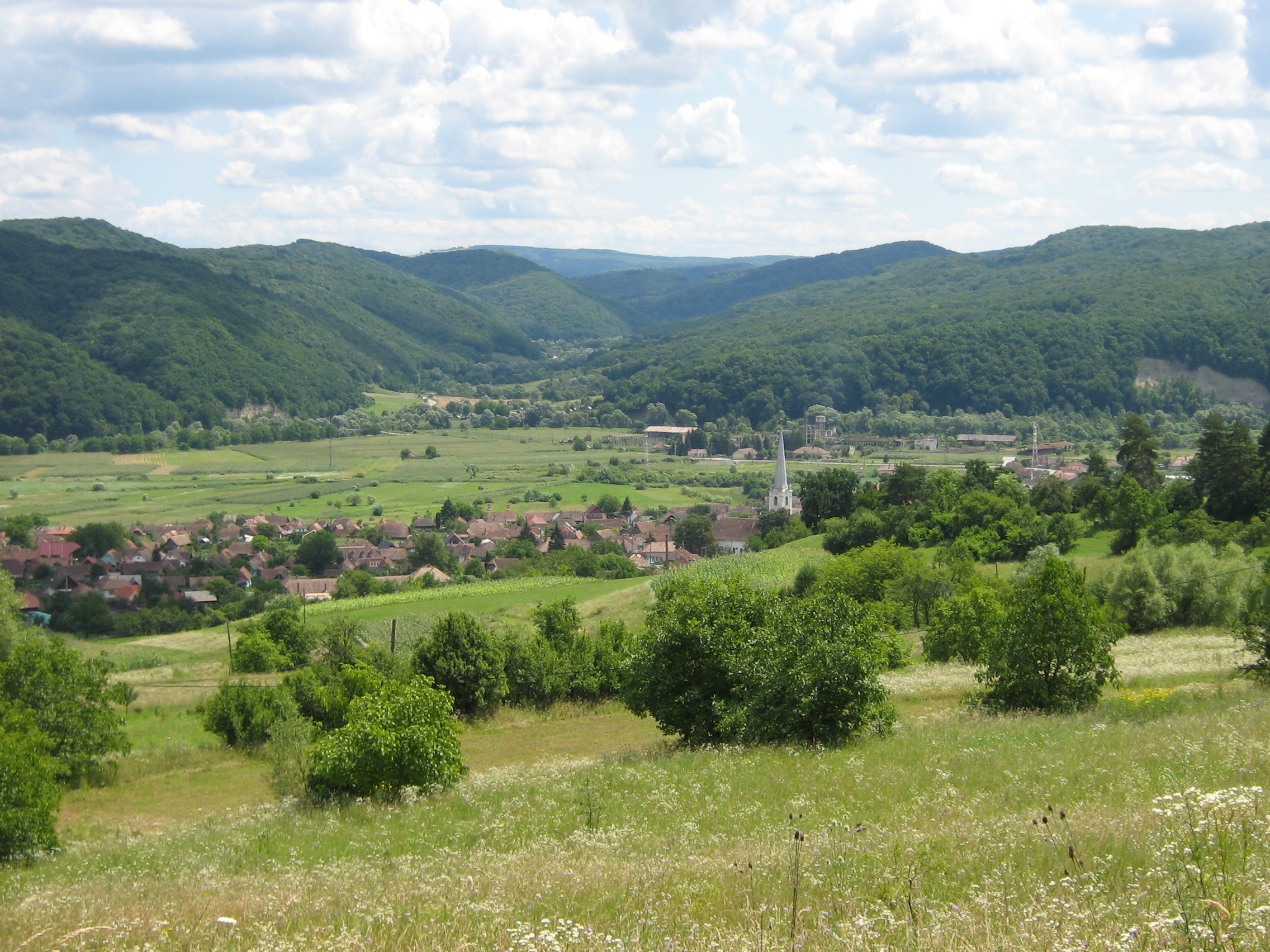
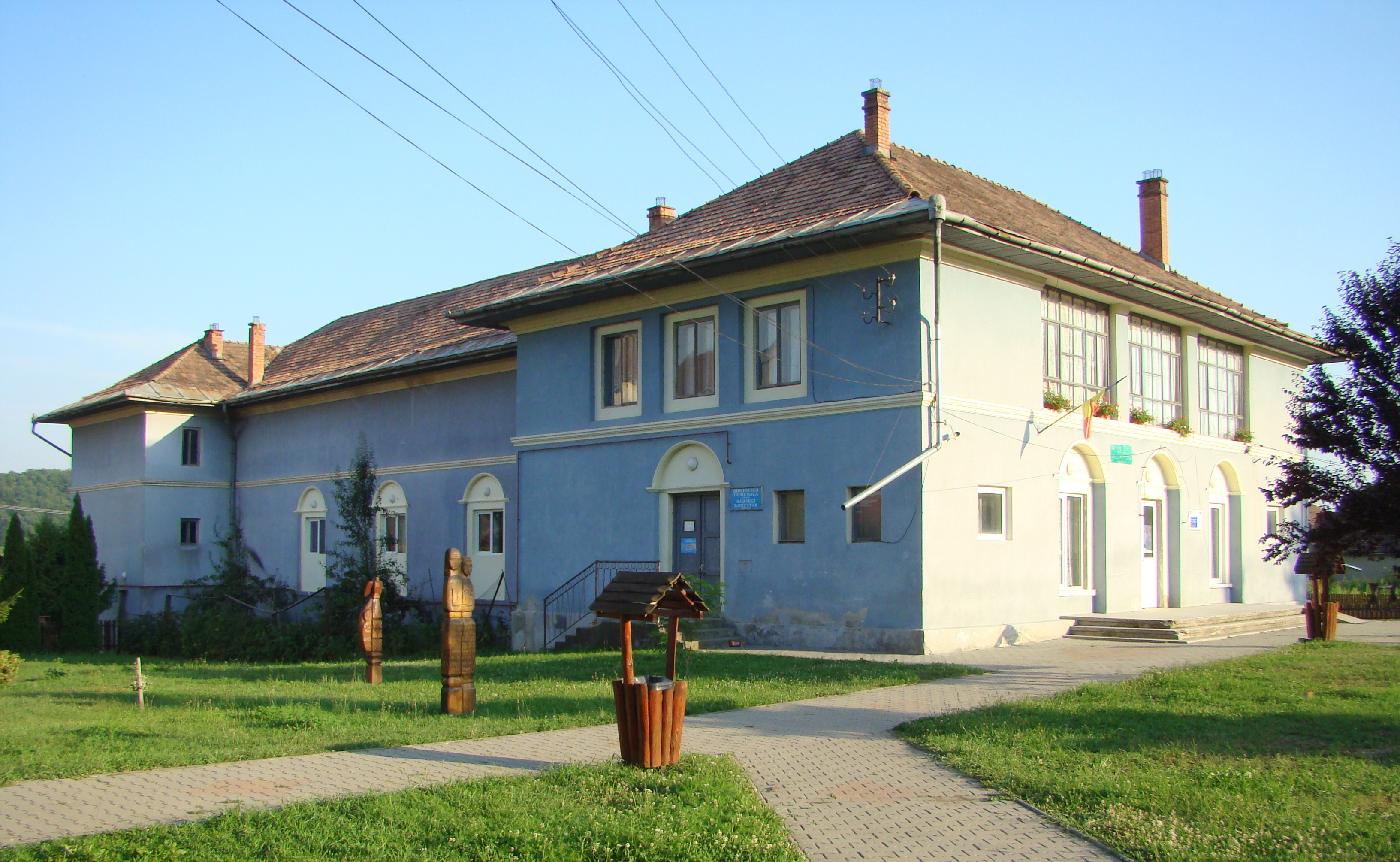
Căminul cultural
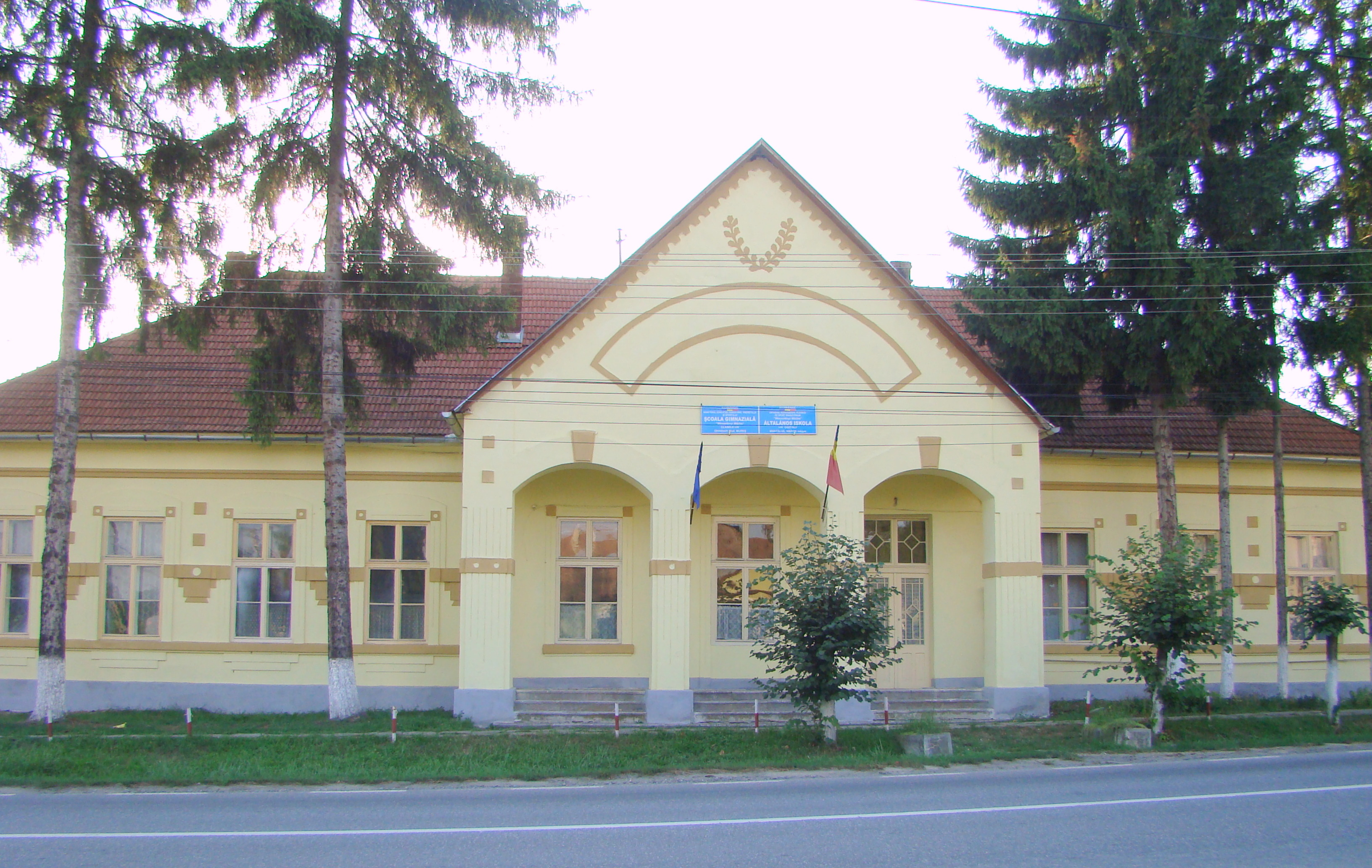
Școala
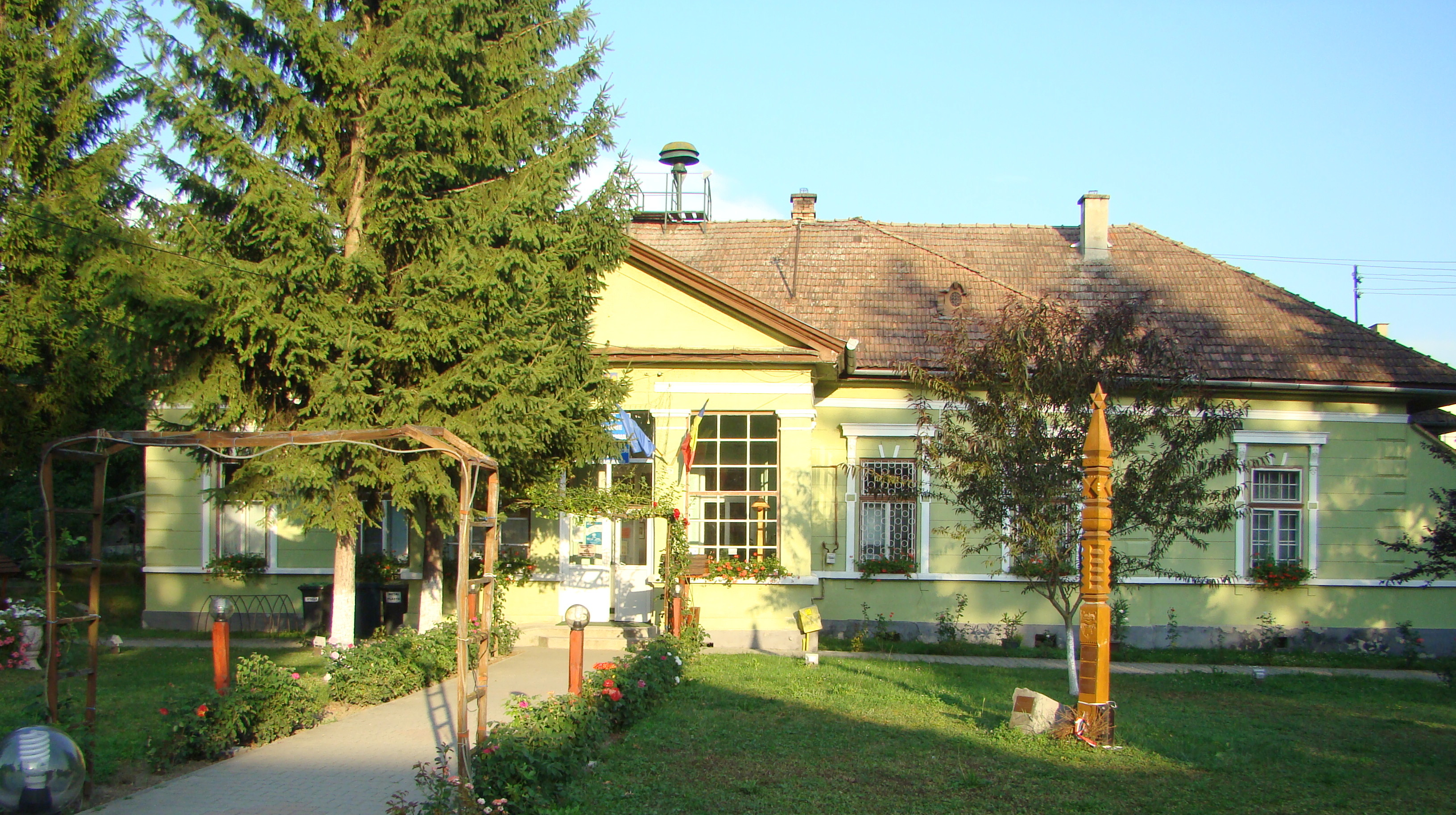
Primăria comunei Ghindari
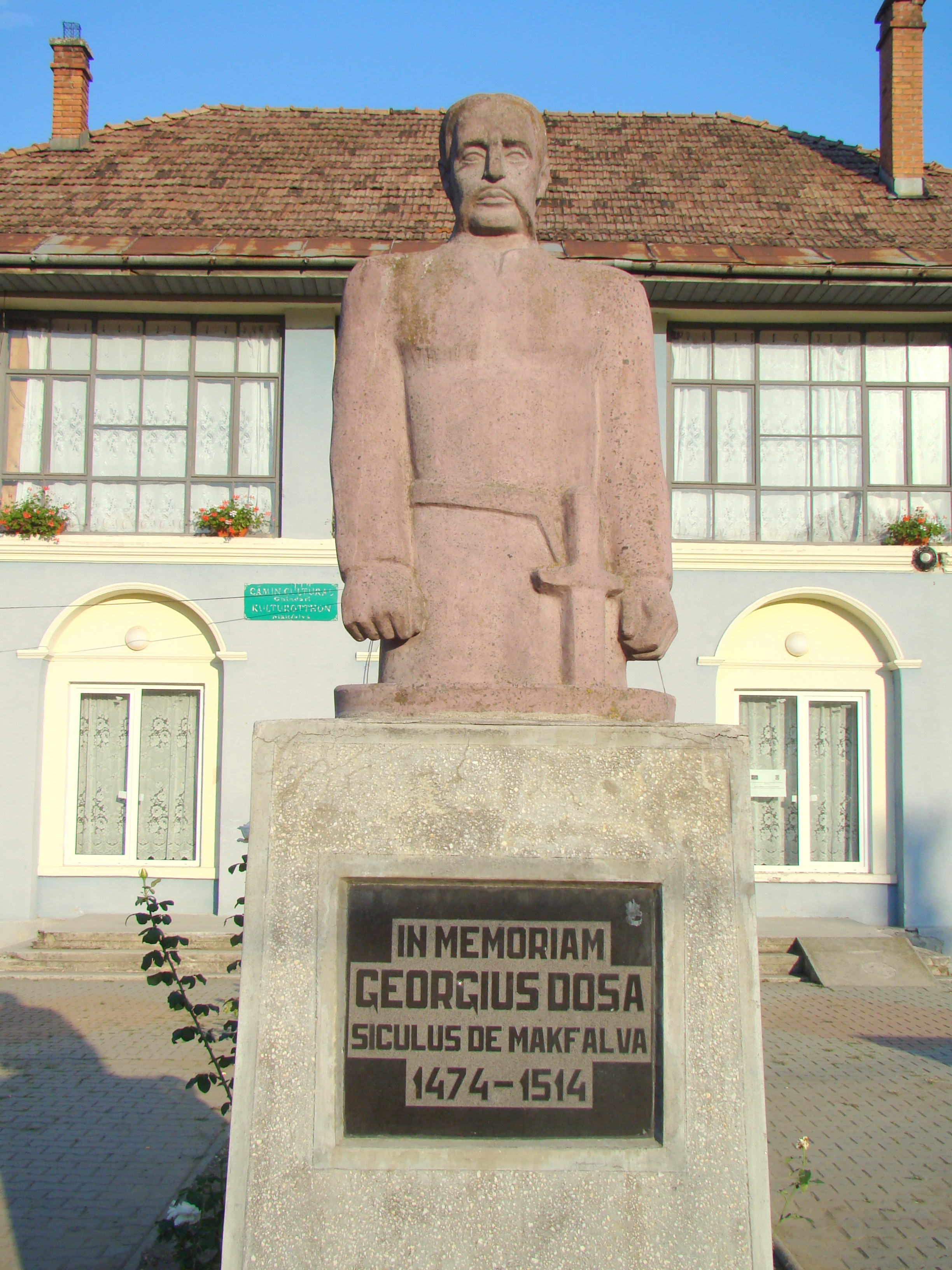
Statuia lui Gheorghe Doja
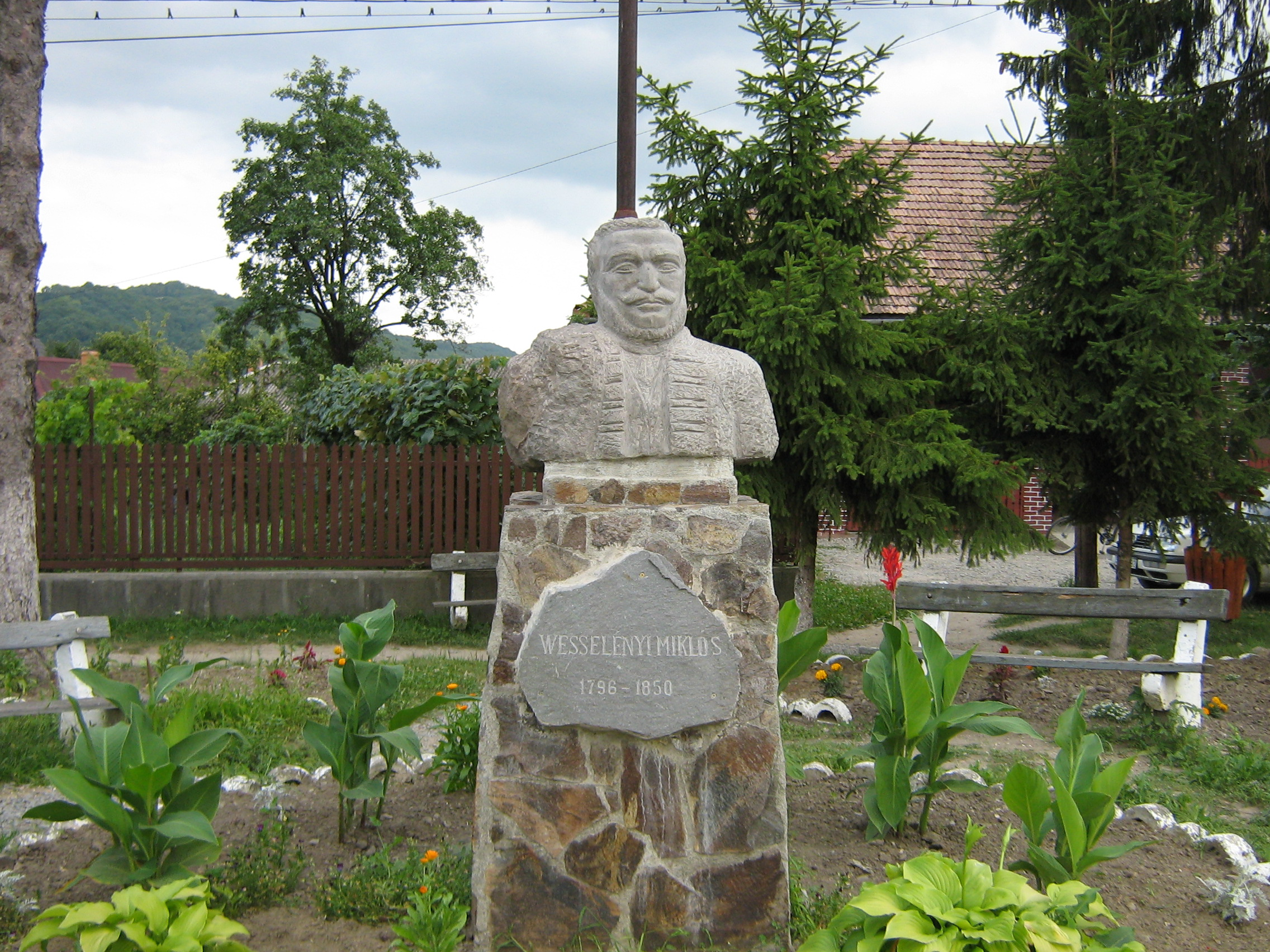
Bustul lui Miklós Wesselényi
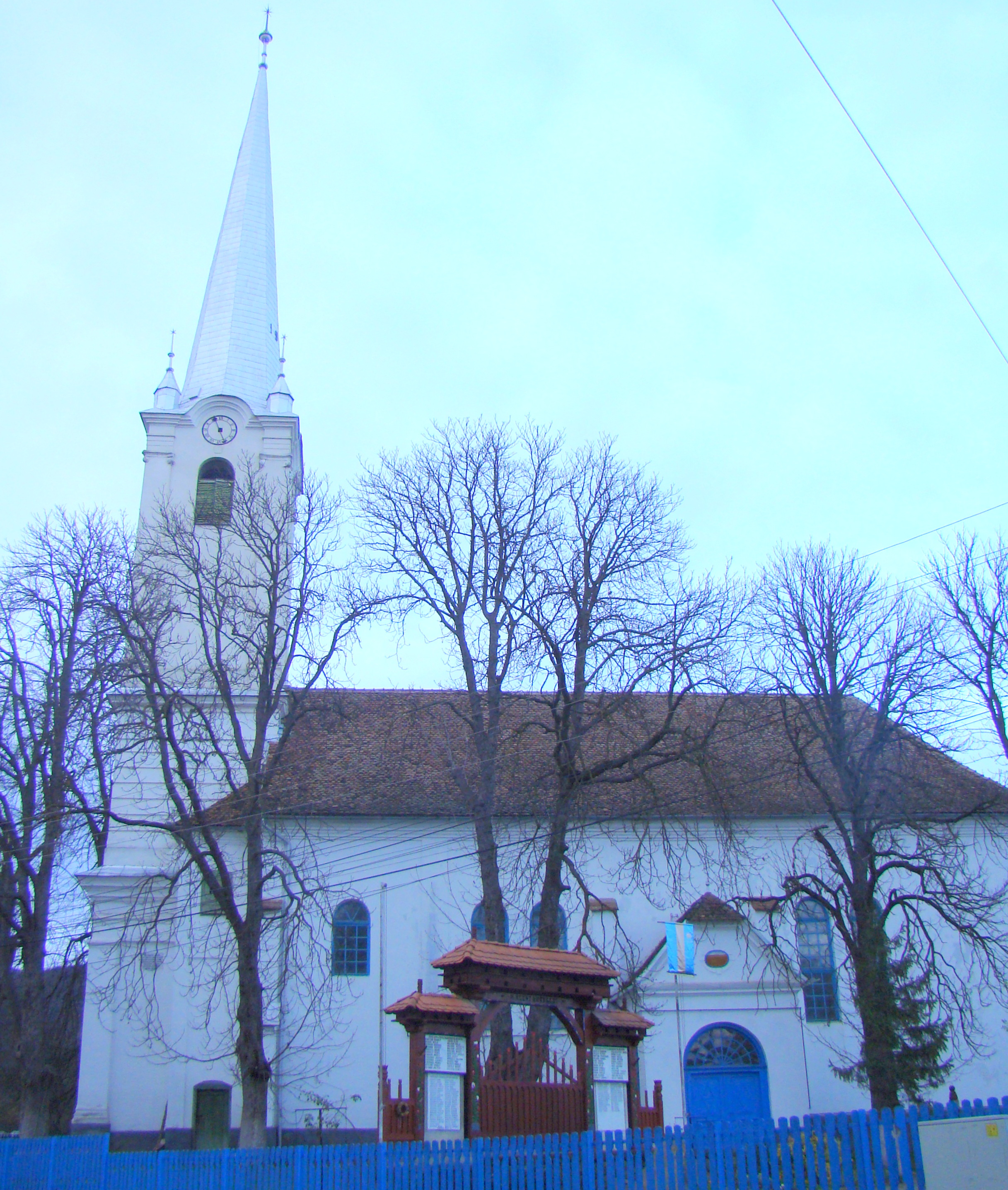
Biserica reformată (monument istoric)
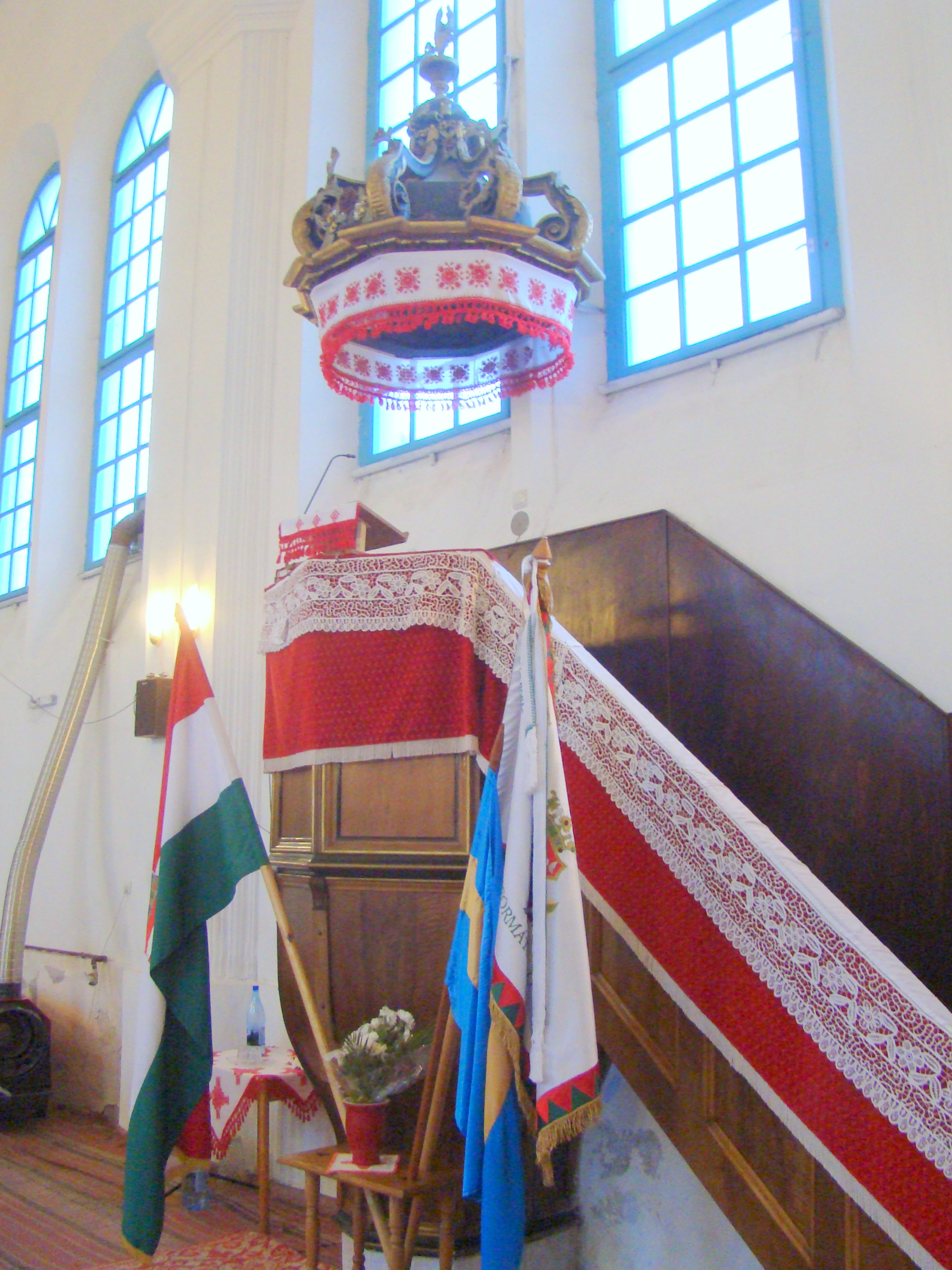
Biserica reformată (amvonul)
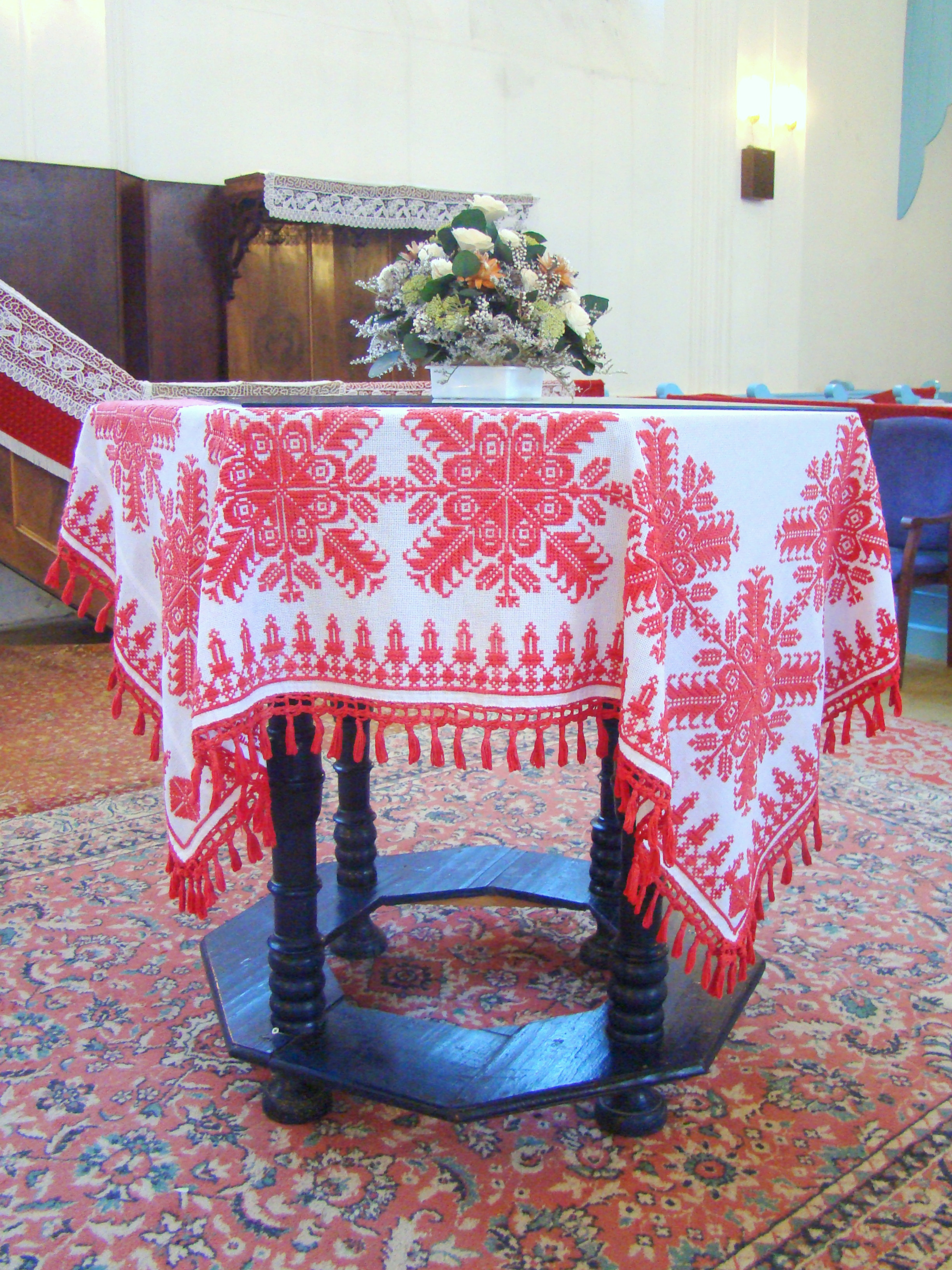
Biserica reformată (Masa Domnului)
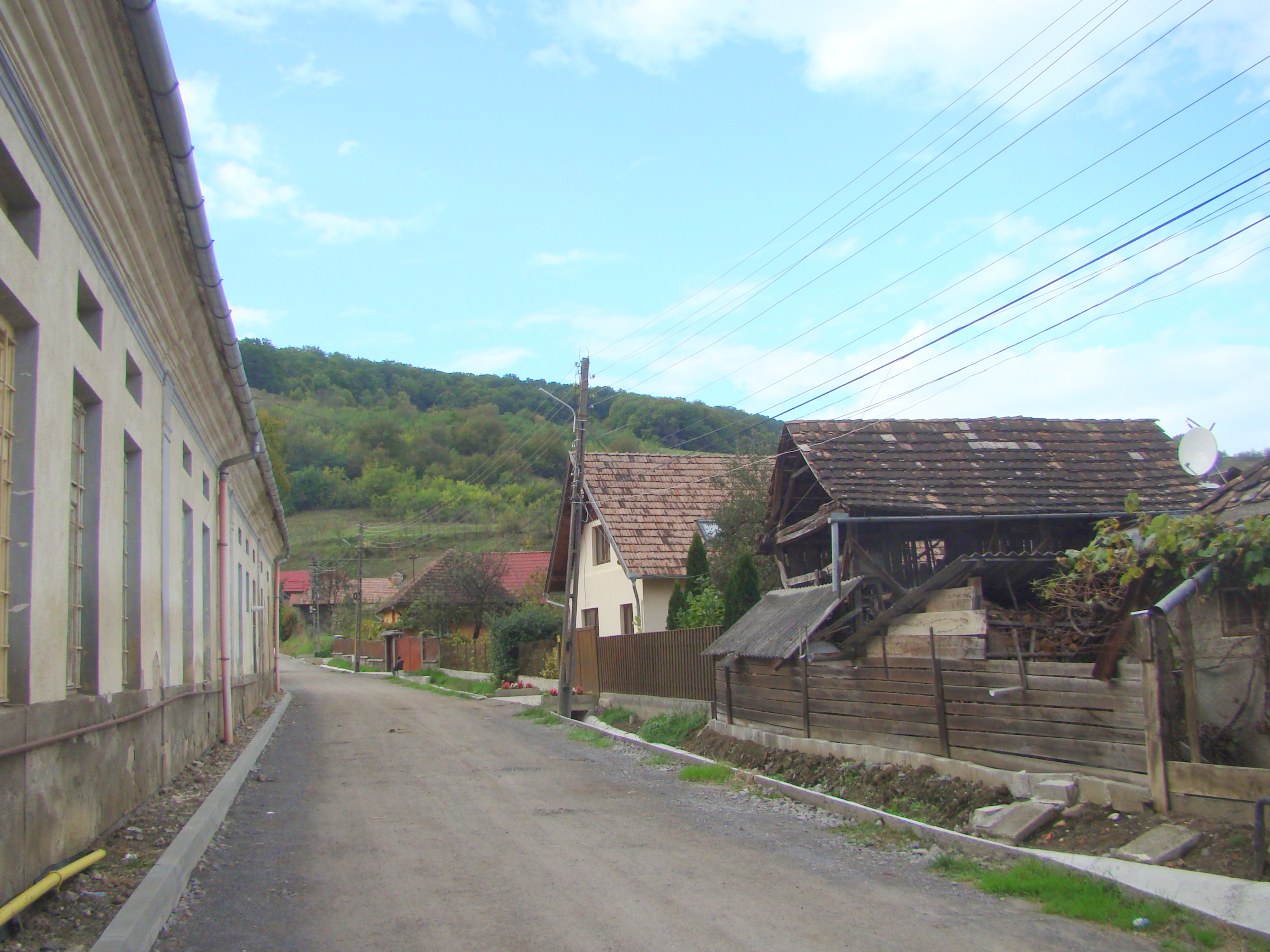
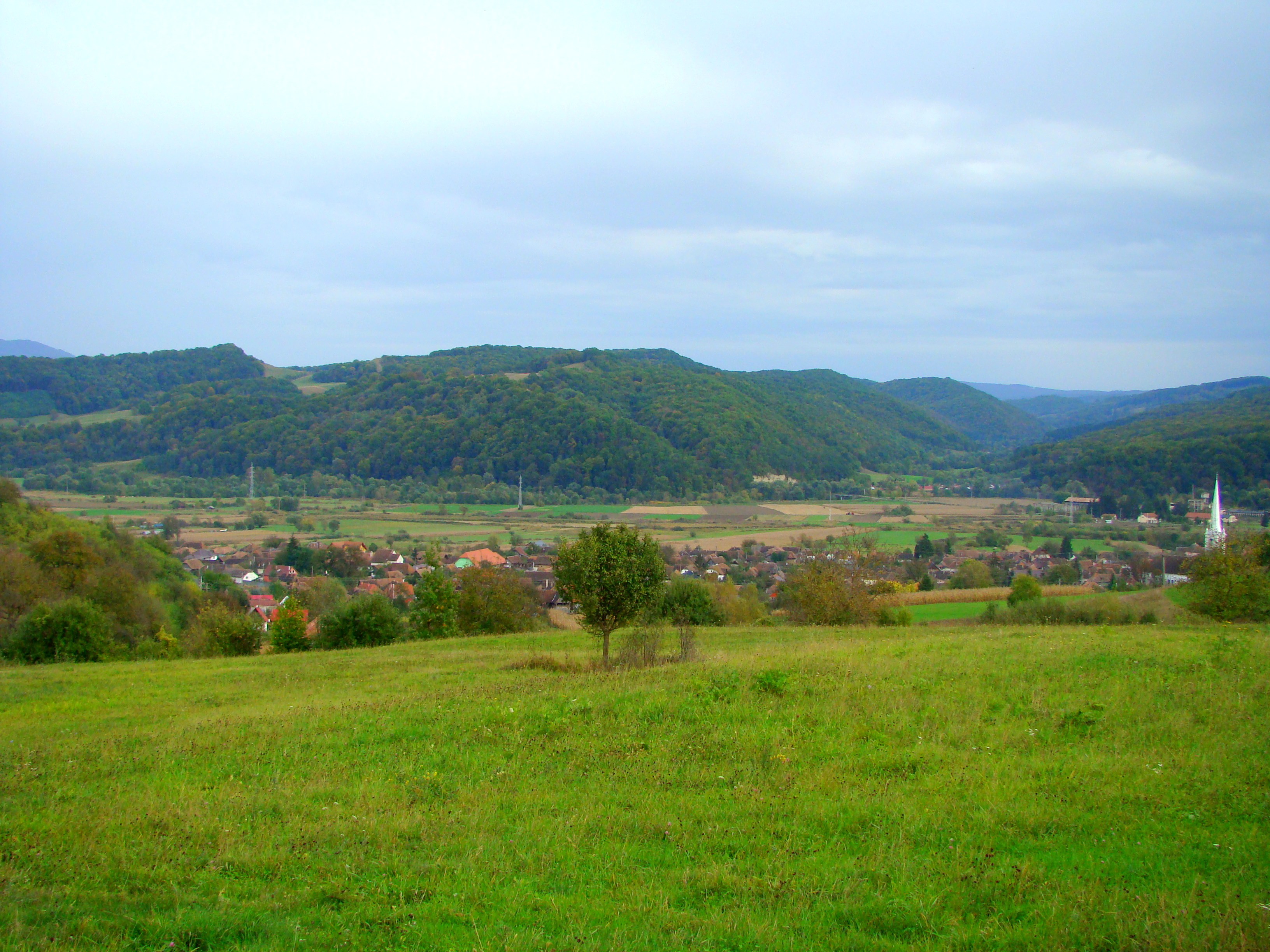
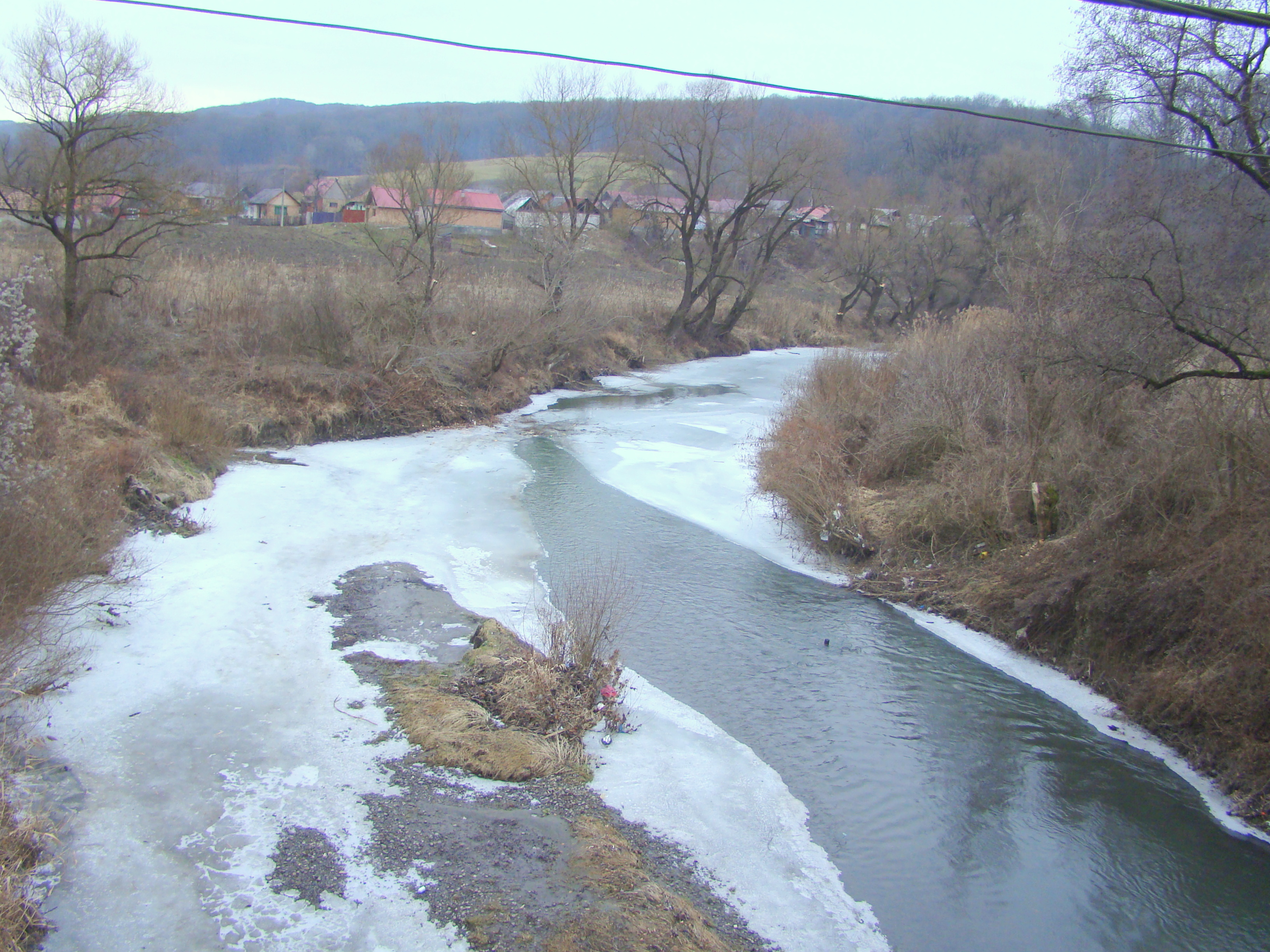
Râul Târnava Mică la Ghindari